# Abel Goumba
Abel Nguéndé Goumba, né le 18 septembre 1926 à Grimari (préfecture de la Ouaka) et décédé le 11 mai 2009 à Bangui, est un docteur en médecine, agrégé de médecine de santé publique et homme politique centrafricain, ancien Premier ministre à deux reprises (1959 et 2003) et ancien vice-président de la République centrafricaine du 12 décembre 2003 au 14 mars 2005.

## Biographie
Il commence sa carrière politique pendant la colonisation française, accédant au poste de vice-président du conseil entre 1957 et 1958 avant de devenir président du conseil, puis Premier ministre en 1959 après la mort accidentelle de Barthélemy Boganda. À la veille de l'indépendance, il est farouchement combattu par l'administration coloniale et les anciens ennemis de Boganda qui ont repris du service. Ils s'appuieront sur David Dacko, plus malléable pour l'écarter de la succession naturelle de Boganda. Devenu orphelin de son mentor politique Boganga, Goumba qui représente l'aile nationaliste et panafricaniste du MESAN (Mouvement d'évolution sociale de l'Afrique noire - Parti de Boganda) entre en opposition au nouveau pouvoir entre 1960 et 1964, il connaîtra plusieurs fois : prison, déportation, procès… Il part en exil forcé en 1964. Exil qui le conduira en France où il fait un doctorat de médecine puis une agrégation, puis au Rwanda, Zaïre, Bénin soit comme fonctionnaire international de l'OMS ou comme enseignant de santé publique à l'Université.
Il revint en Centrafrique au début des années 1980 pour continuer sa carrière politique. Il se présenta à cinq reprises à l'élection présidentielle, et réalisa son meilleur score pendant celle de 1993 lors de laquelle il obtint plus de 20 % des voix au premier tour. Il fut battu au second tour par Ange-Félix Patassé. Goumba s'opposa périodiquement au président Ange-Félix Patassé sans jamais parvenir à regrouper l'opposition sous son nom.
Goumba est nommé Premier ministre le 23 mars 2003, après le coup d'État du 15 mars du général François Bozizé qui évince Patassé. Le 12 décembre 2003, il accède à la fonction de vice-président nommé par le président Bozizé. Il est remplacé par Célestin Gaombalet au poste de Premier ministre.
Abel Goumba était candidat à l'élection présidentielle du 13 mars 2005 et n'y reçoit que 2,5 % des voix. Peu après le premier tour, le président Bozizé démet Goumba de la vice-présidence et abolit cette fonction lors de la fondation de la Ve République. Au même moment, sa femme, Anne-Marie Goumba est élue députée de Bangui sous l'étiquette du Front patriotique pour le progrès.
Le 12 mars 2006, son fils Alexandre Goumba (49 ans), directeur des opérations à la Commercial Bank de Centrafrique (CBCA) est élu à la tête d'une frange de son parti le Front patriotique pour le progrès (FPP) ayant fait sécession, par acclamation des militants à la présidence du comité central du parti, au terme d'un Congrès Extraordinaire. L'autre frange est dirigée par Moïse Kotayé, lui aussi, élu au terme d'un congrès.
Le 30 avril 2009 lors de la présentation du 2e tome de ses mémoires de plus de 700 pages à Bangui, Abel Goumba avait accepté publiquement à la suite des demandes incessantes des militants et nombreux amis, d'user de toute son influence morale afin d'aider les deux tendances de son parti à s'unir pour trouver un leader de consensus. Il faut dire qu'Abel Goumba n'a jamais soutenu "publiquement" un camp au détriment de l'autre, en s'appuyant sur ce que Staline a fait de l'héritage de Lénine, sachant que c'est ce dernier qui l'avait désigné de son vivant.
Il meurt le 11 mai 2009 dans une clinique de Bangui à l'âge de 82 ans.

## Distinction
- Grand Croix de l'Ordre national du Mérite centrafricain.